# Taktischer Einsatzschild
Ein Schutzschild oder auch taktischer Einsatzschild schützt Mitglieder spezieller Polizeieinheiten oder des Militärs vor Wurfgegenständen und leichten Geschossen. Schilde zählen zur so genannten passiven Bewaffnung; es gibt sie in Langform und in Kurzform.

## Einsatzgebiete

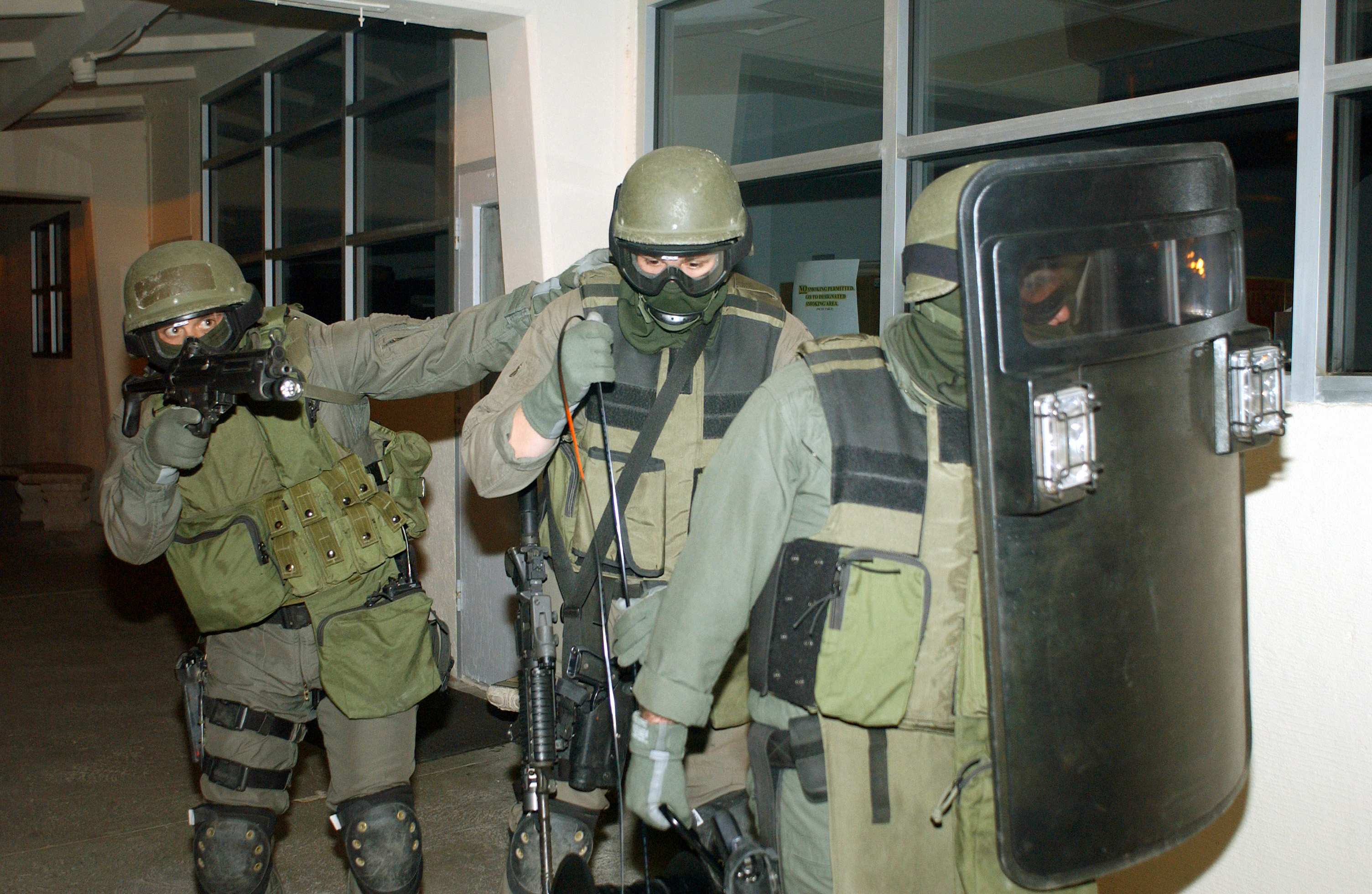
Spezialeinheit mit Schild beim Üben einer Geiselbefreiung.

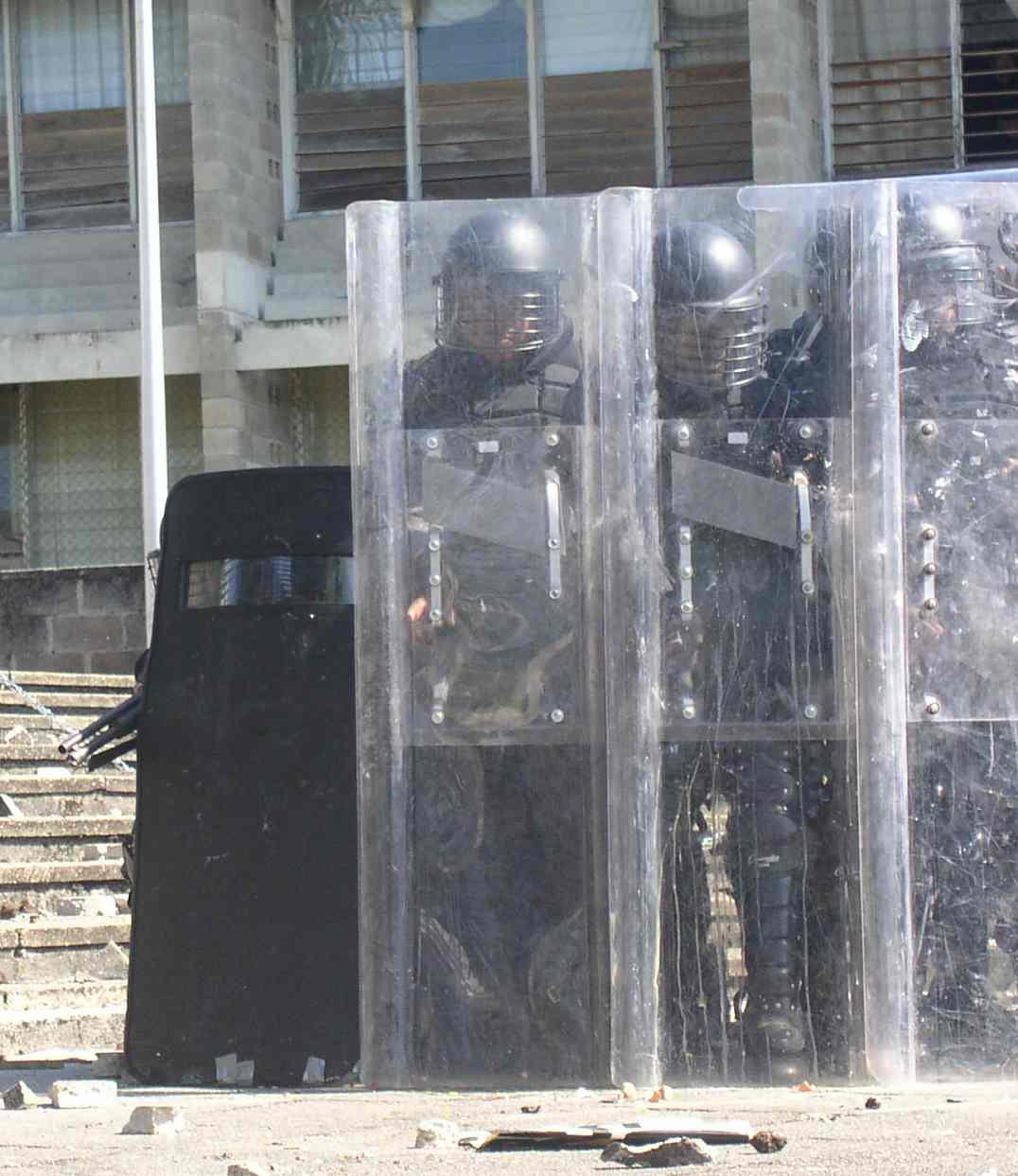
Schildeinsatz bei einer Straßenschlacht.

### Sondereinheiten
Zum Einsatz kommen diese bei Spezialeinheiten, beispielsweise führen viele Anti-Terror-Einheiten starke, gepanzerte Ganzkörperschilde mit sich, welche bei Hauserstürmungen den Frontmann der Spezialeinheit vor Projektilen und Splittern schützen sollen. Solche Schilde besitzen oft ein Sichtfenster, damit der Beamte noch sehen kann, was sich vor dem Schild abspielt. In der Regel werden Einsatzschilde dieser Art nur in Verbindung mit ballistischen Westen sowie Einsatzhelmen getragen, da die Gefahr durch Querschläger etc. nicht allein durch den Schild gebannt werden kann.

### Bereitschaftspolizei
Auch die Schilde, die von der Polizei bei Demonstrationen und Straßenschlachten eingesetzt werden, zählen zur Kategorie der Einsatzschilde. Diese Schutzschilde sind oft komplett durchsichtig, aus Plexiglas und leichter als die Schilde, die bei Häuserstürmungen zum Einsatz kommen. Sie werden hauptsächlich zum Schutz vor Steinen, Flaschen, Molotowcocktails und anderen Wurfgegenständen verwendet. An der Innenseite der Schutzschilde (an der dem Beamten zugewandten Seite) können bei manchen Modellen Schlagstöcke befestigt werden, damit diese im Ernstfall schnell erreichbar sind. Auch in diesem Fall sind die Träger der Schilde mit Schutzwesten, Knie- und Gelenkschützern und Helmen mit Visieren ausgestattet.

### Gefängnisse
In Gefängnissen werden Einsatzschilde von den Vollzugsbeamten genutzt, um Widerstandshandlungen wie zum Beispiel Gefangenenmeutereien zu brechen. Zudem schützen sie die Beamten vor fliegenden Gegenständen oder Stichwaffen.
Die Vollzugsbeamten tragen in solchen Einsätzen zusätzliche Schutzkleidung wie zum Beispiel Schutzwesten und Protektoren.